# Ruta Estatal de California 99
La Ruta Estatal 99 (SR 99), comúnmente conocida como la Carretera 99 o Highway 99 o simplemente 99, es una carretera estatal de norte-sur en el estado estadounidense de California, extendiéndose a lo largo del Valle Central. En su extremo sur la Interestatal 5 cerca de Wheeler Ridge a su extremo norte en la Ruta Estatal 36 cerca de Red Bluff, la SR 99 es una vía alterna muy transitada de la I-5 y se encuentra en las partes más pobladas en el occidente del valle. La ruta pasa por las ciudades de Bakersfield, Visalia, Fresno, Madera, Merced, Modesto, Stockton, Sacramento, Yuba City y Chico.
Casi toda la Ruta 99 al sur de Sacramento es una autovía, y hay planes para completar la parte norte de la ruta para convertirla en una autovía, como una ruta paralela de la I-5 para tráfico de Los Ángeles-Sacramento. Al norte de Sacramento, la carretera sen angosta de una carretera de 2 carriles a una autovía de 4 carriles.
Esta ruta es parte de Sistema de Autovías y Vías Expresas de California.